# Resclosa de la Séquia de Manresa
La zona humida Resclosa de la Séquia de Manresa, també coneguda com a resclosa dels manresans, està formada per un tram del riu Llobregat situat al municipi de Balsareny, al voltant de la resclosa on neix el canal de derivació d'aigües conegut com a Séquia de Manresa. Ocupa una superfície de gairebé 10 Ha. que disminueix en funció de la demanda d'aigua o de l'estiatge natural del riu.
La Séquia de Manresa és un canal d'aigua construït al segle xiv que porta aigua del Llobregat des d'aquesta resclosa
situada sota el castell de Balsareny, fins a la ciutat de Manresa (actualment fins al Parc de l'Agulla, on hi ha un estany artificial). Es tracta d'una infraestructura de 27 km de longitud, que encara subministra aigua a Manresa i a altres poblacions veïnes.
El bosc de ribera es troba molt ben desenvolupat i s'estén tant als marges del riu com a les zones inundables dels
costats. Es tracta bàsicament d'una verneda molt interessant (hàbitat d'interès comunitari prioritari 91E0* Vernedes i altres boscos de ribera afins (Alno-Padion)), on apareixen també pollancres (Populus nigra), àlbers (Populus alba), salzes (Salix alba), etc. Apareix també l'hàbitat d'interès comunitari 92A0 "Alberedes, salzedes i altres boscos de ribera". Vora la resclosa -per sota d'aquesta- hi ha una petita illa totalment coberta pel bosc de ribera. A les ribes del riu s'hi troben retalls de canyissar i bogar. Entre els hàbitats d'interès comunitari, s'hi ha identificat, a més dels ja indicats, els següents: hàbitat 3260 "Rius de terra baixa i de la muntanya mitjana amb vegetació submersa o parcialment flotant (Ranunculion fluitantis i Callitricho-Batrachion)", 3270 "Rius amb vores llotoses colonitzades per herbassars nitròfils del Chenopodion rubri (p.p.) i del Bidention (p.p.)", 3280 "Rius mediterranis permanents, amb gespes nitròfiles del Paspalo-Agrostidion orlades d'àlbers i salzes" i 6430 "Herbassars higròfils, tant de marges i vorades com de l'alta muntanya". La zona està envoltada per conreus de cereals de secà i pinedes de pi blanc i pinassa, amb roures i alzines.
Pel que fa a la fauna, tot el tram del Llobregat des de Navàs fins a Balsareny és un punt d'acollida hivernal
i de nidificació d'ardèides (especialment Ardea cinerea) i d'algunes anàtides. L'àliga pescadora (Pandion haliaetus) també s'ha observat a la zona. Pel que fa als insectes aquàtics es coneix la presència d'efemeròpters
(Baetis), de plecòpters (Nemoura), de tricòpters (Rhyacophila) i d'altres espècies.
Quant als impactes sobre l'espai cal fer esment de l'aproximació dels conreus a les ribes amb la consegüent desaparició de la vegetació de ribera, i de la nombrosa presència de pescadors i visitants en general, seguint el camí que transcorre al costat de la séquia de Manresa. També cal destacar el risc d'invasió del domini públic derivat de l'existència d'una zona d'indústries i tallers al sector nord (la Rabeia), on caldria regular els usos i controlar possibles abocaments. El risc de despreniments existent al vessant situat sota el castell de Balsareny hauria de tenir-se en compte si es promou l'accés públic a aquest espai. El projecte Via verda de la Séquia de Manresa, amb finançament del Ministerio de Medio Ambiente, ha donat lloc a un itinerari senyalitzat que ressegueix tota la séquia. Al costat de la resclosa, dins la zona humida, hi ha alguns cartells informatius sobre la "Ruta medieval de l'aigua" i un petit mirador.